# Asplenium erosum
Asplenium erosum là một loài dương xỉ trong họ Aspleniaceae. Loài này được L. mô tả khoa học đầu tiên năm 1759.

## Hình ảnh

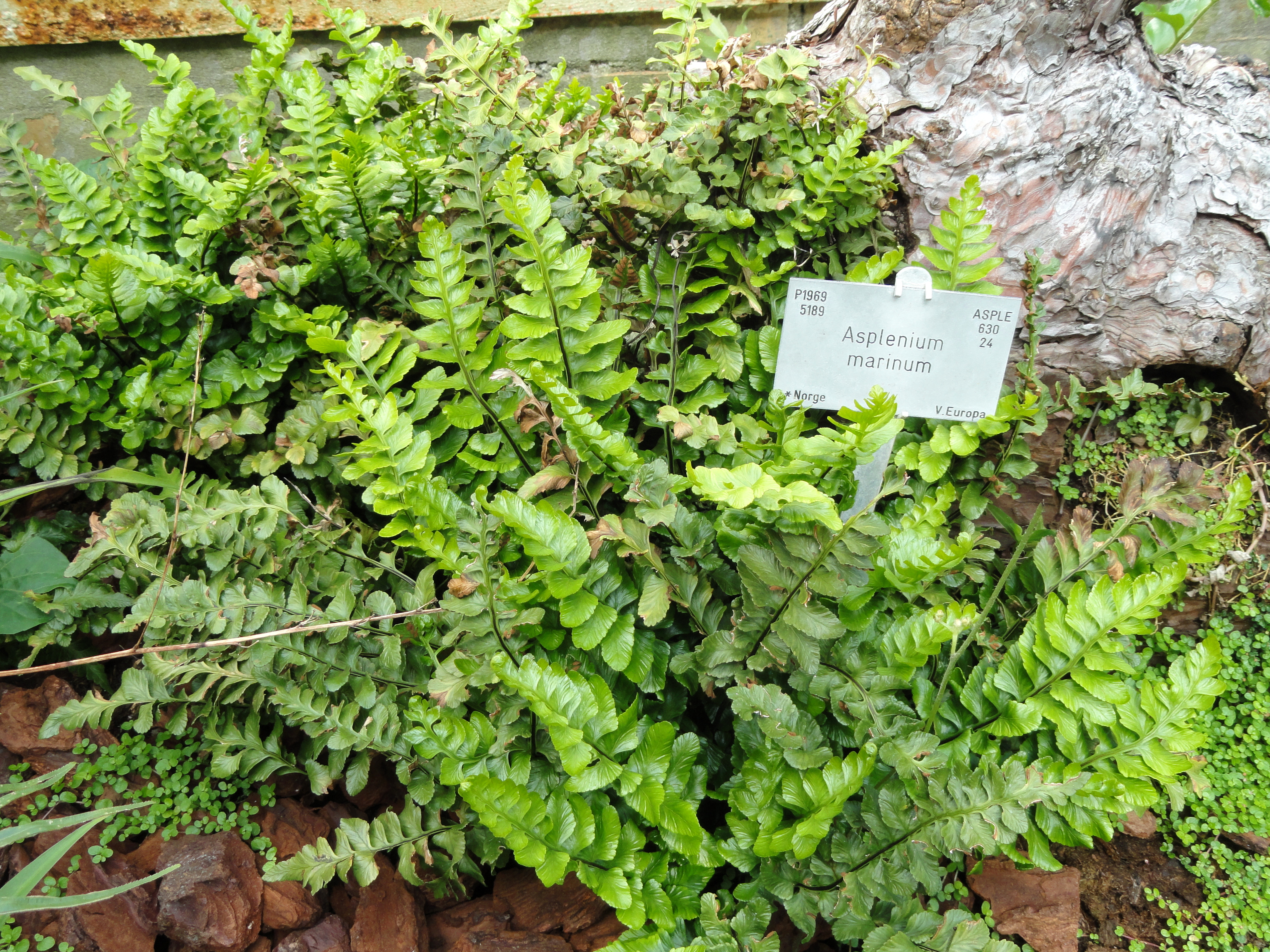